# Tallahassee Tennis Challenger
Il Tallahassee Tennis Challenger è un torneo professionistico di tennis che fa parte dell'ATP Challenger Tour e del circuito di eventi professionistici organizzati dalla United States Tennis Association. Si gioca annualmente al Forestmeadows Tennis Complex di Tallahassee, negli Stati Uniti, dal 2000. In precedenza si erano tenuti sugli stessi campi tornei del circuito satellite e del circuito Futures.
Le prime edizioni si sono giocate su campi in cemento e dal 2014 su quelli in terra verde. Nel 2021 si è giocato per la prima volta su campi in HydroCourt, terra rossa con sistema di irrigazione a regolazione automatica che bagna il campo da sotto.
L'americano Brian Vahaly è l'unico ad aver vinto due volte il titolo nel singolare (2002, 2005). Un altro americano Bobby Reynolds è stato l'unico a vincere entrambi i titoli nello stesso anno, 2008.

## Albo d'oro

### Singolare
| Anno | Campione                                  | Finalista                                 | Punteggio                                 |
| ---- | ----------------------------------------- | ----------------------------------------- | ----------------------------------------- |
| 2025 | Chris Rodesch                             | Emilio Nava                               | 4–6, 6–3, 6–4                             |
| 2024 | Zizou Bergs (2)                           | Mitchell Krueger                          | 6–4, 7–6(9)                               |
| 2023 | Zizou Bergs (1)                           | Wu Tung-lin                               | 7–5, 6–2                                  |
| 2022 | Wu Tung-lin                               | Michael Mmoh                              | 6–3, 6–4                                  |
| 2021 | Jenson Brooksby                           | Bjorn Fratangelo                          | 6–3, 4–6, 6–3                             |
| 2020 | Non disputato per la pandemia di COVID-19 | Non disputato per la pandemia di COVID-19 | Non disputato per la pandemia di COVID-19 |
| 2019 | Emilio Gómez                              | Tommy Paul                                | 6–2, 6–2                                  |
| 2018 | Noah Rubin                                | Marc Polmans                              | 6–2, 3–6, 6–4                             |
| 2017 | Blaž Rola                                 | Ramkumar Ramanathan                       | 6–2, 6(6)–7, 7–5                          |
| 2016 | Quentin Halys                             | Frances Tiafoe                            | 6(6)–7, 6–4, 6–2                          |
| 2015 | Facundo Argüello                          | Frances Tiafoe                            | 2–6, 7–6(5), 6–4                          |
| 2014 | Robby Ginepri                             | Frank Dancevic                            | 6–3, 6–4                                  |
| 2013 | Denis Kudla                               | Cedrik-Marcel Stebe                       | 6–3, 6–3                                  |
| 2012 | Tim Smyczek                               | Frank Dancevic                            | 7–5, ritiro                               |
| 2011 | Donald Young                              | Wayne Odesnik                             | 6–4, 3–6, 6–3                             |
| 2010 | Brian Dabul                               | Robby Ginepri                             | 4–6, 4–0 ritiro                           |
| 2009 | John Isner                                | Donald Young                              | 7–5, 6–4                                  |
| 2008 | Bobby Reynolds                            | Robert Kendrick                           | 5–7, 6–4, 6–3                             |
| 2007 | Jo-Wilfried Tsonga                        | Rik De Voest                              | 6–1, 6–4                                  |
| 2006 | Mardy Fish                                | Zack Fleishman                            | 7–5, 7–6(6)                               |
| 2005 | Brian Vahaly (2)                          | Justin Gimelstob                          | 6–4, 6–0                                  |
| 2004 | Cecil Mamiit                              | Björn Rehnquist                           | 6–4, 4–6, 7–5                             |
| 2003 | Paul Goldstein                            | Alex Kim                                  | 2–6, 6–2, 4–0 ritiro                      |
| 2002 | Brian Vahaly (1)                          | Justin Gimelstob                          | 7–5(5), 6–4                               |
| 2001 | Ramón Delgado                             | Justin Gimelstob                          | 7–5, 6–3                                  |
| 2000 | Jeff Salzenstein                          | Kevin Kim                                 | 6–3, 6–2                                  |

### Doppio
| Anno | Campioni                                  | Finalisti                                 | Punteggio                                 |
| ---- | ----------------------------------------- | ----------------------------------------- | ----------------------------------------- |
| 2025 | Liam Draxl Cleeve Harper                  | James Cerretani George Goldhoff           | 6–2, 6–3                                  |
| 2024 | Simon Freund Johannes Ingildsen           | William Blumberg Luis David Martínez      | 7–5, 7–6(4)                               |
| 2023 | Federico Agustín Gómez Nicolás Kicker     | William Blumberg Luis David Martínez      | 7–6(2), 4–6, [13–11]                      |
| 2022 | Gijs Brouwer Christian Harrison           | Diego Hidalgo Cristian Rodríguez          | 4–6, 7–5, [10–6]                          |
| 2021 | Orlando Luz Rafael Matos                  | Sekou Bangoura Donald Young               | 7–6(2), 6–2                               |
| 2020 | Non disputato per la pandemia di COVID-19 | Non disputato per la pandemia di COVID-19 | Non disputato per la pandemia di COVID-19 |
| 2019 | Roberto Maytín Fernando Romboli           | Thai-Son Kwiatkowski Noah Rubin           | 6–2, 4–6, [10–7]                          |
| 2018 | Robert Galloway Denis Kudla               | Enrique López Pérez Jeevan Nedunchezhiyan | 6–3, 6–1                                  |
| 2017 | Scott Lipsky (2) Leander Paes             | Máximo González Leonardo Mayer            | 4–6, 7–6(5), [10–7]                       |
| 2016 | Dennis Novikov (2) Julio Peralta (2)      | Peter Luczak Marc Polmans                 | 3–6, 6–4, [12–10]                         |
| 2015 | Dennis Novikov (1) Julio Peralta (1)      | Somdev Devvarman Sanam Singh              | 6–2, 6–4                                  |
| 2014 | Ryan Agar Sebastian Bader                 | Bjorn Fratangelo Mitchell Krueger         | 6–4, 7–6(3)                               |
| 2013 | Austin Krajicek Tennys Sandgren           | Greg Jones Peter Polansky                 | 1–6, 6–2, [10–8]                          |
| 2012 | Martin Emmrich Andreas Siljeström         | Artem Sitak Blake Strode                  | 6–2, 7–6(4)                               |
| 2011 | Vasek Pospisil Bobby Reynolds (2)         | Gō Soeda James Ward                       | 6–2, 6–4                                  |
| 2010 | Stephen Huss Joseph Sirianni              | Robert Kendrick Bobby Reynolds            | 6–2, 6–4                                  |
| 2009 | Eric Butorac Scott Lipsky (1)             | Colin Fleming Ken Skupski                 | 6–1, 6–4                                  |
| 2008 | Rajeev Ram Bobby Reynolds (1)             | Robert Kendrick Ryan Sweeting             | walkover                                  |
| 2007 | Izak van der Merwe Wesley Whitehouse      | John-Paul Fruttero Mirko Pehar            | 6–3, 6–4                                  |
| 2006 | Rik De Voest Glenn Weiner                 | Tripp Phillips Bobby Reynolds             | 3–6, 6–3, [10–0]                          |
| 2005 | Robert Lindstedt Alexander Peya           | Goran Dragicevic Mirko Pehar              | 6–2, 7–5                                  |
| 2004 | Matias Boeker Noam Okun                   | Mark Hlawaty Brad Weston                  | 6(3)–7, 6–3, 6–4                          |
| 2003 | Torneo sospeso ai quarti di finale        | Torneo sospeso ai quarti di finale        | Torneo sospeso ai quarti di finale        |
| 2002 | Levar Harper-Griffith Jeff Williams       | Huntley Montgomer0y Brian Vahaly          | 6–3, 4–6, 6–4                             |
| 2001 | Matthew Breen Lee Pearson                 | Brandon Hawk Robert Kendrick              | 6–4, 6–2                                  |
| 2000 | Mark Knowles Mark Merklein                | Kelly Gullett Brandon Hawk                | 7–6(3), 6–2                               |